# Ruditapes largillierti
Ruditapes largillierti är en musselart som först beskrevs av Philippi 1849.  Ruditapes largillierti ingår i släktet Ruditapes och familjen venusmusslor. Inga underarter finns listade i Catalogue of Life.

## Bildgalleri

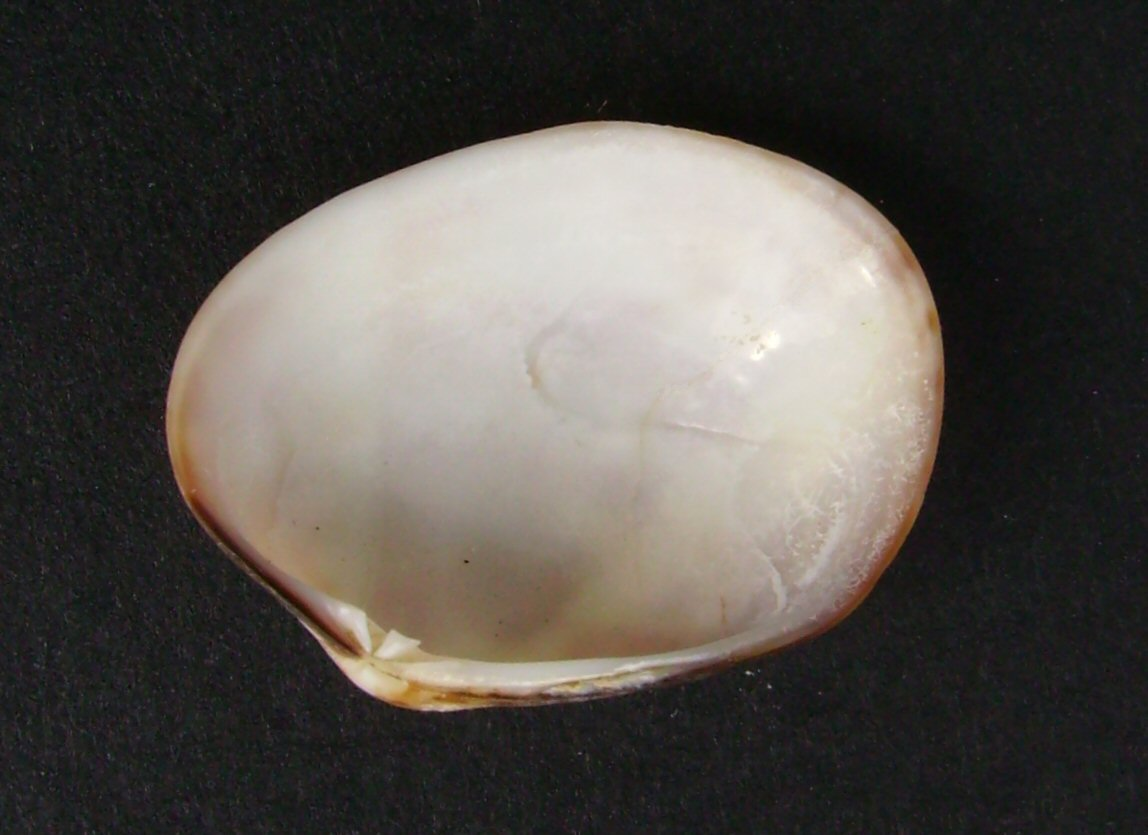